# Георги Шейтанов (партизанин)
Вижте пояснителната страница за други личности с името Георги Шейтанов.
Георги Ташков Шейтанов е български комунист, партизанин.

## Биография
Роден е на 30 август 1921 г. в Ямбол. От 1937 г. е член на РМС, а от 1940 г. и на БОНСС. През 1942 г. става член на БКП. От юли 1944 г. е партизанин в партизански отряд „Петър Момчилов“. На 3 октомври 1944 г. е назначен за помощник-командир на четвърта конна бригада, а от 1 януари 1945 г. е на този пост в тридесет и първи пехотен варненски полк с чин майор. Награждаван е с орден „За храброст“ IV ст., 2 и 1 клас, югославския орден „Партизанска звезда“ II ст. След войната служи в българската армия като лекар и доцент.